# جسر البوسفور
جسر البوسفور، والمعروف رسميًا باسم جسر شهداء 15 يوليو، وغير رسمي باسم الجسر الأول، أحد الجسور المعلقة الثلاثة الممتدة على مضيق البوسفور في إسطنبول، تركيا، وبالتالي فهو يربط أوروبا بآسيا (بجانب جسر السلطان محمد الفاتح وجسر السلطان سليم الأول). يمتد الجسر بين أورتاكوي (في أوروبا) وبيليربي (في آسيا).
يرتكز الجسر المعلق بفعل الجاذبية على أبراج من الصلب ودعامات مائلة. وأرضية الجسر الديناميكية الهوائية مُعلقة على كابلات من الصلب. يبلغ طول الجسر 1,560 مترًا (5,118 قدمًا)، وعرض أرضيته 33.40 مترًا (110 قدمًا). تبلغ المسافة بين الأبراج (البحر الرئيسي) 1,074 م (3,524 قدمًا)، ويبلغ الارتفاع الكلي للأبراج 165 م (541 قدمًا). يبلغ ارتفاع الجسر عن الأرض من منسوب سطح البحر 64 م (210 قدمًا).
أصبح جسر البوسفور رابع أطول جسر معلق في العالم من حيث طول بحره، عند اكتماله في عام 1973، والأطول خارج الولايات المتحدة (كان جسر فيرازانو-ناروز وجسر البوابة الذهبية وجسر ماكيناك الأطول بحرًا في عام 1973). ظل جسر البوسفور أطول جسر معلق في أوروبا حتى اكتمال جسر همبر في عام 1981، وأطول جسر معلق في آسيا حتى اكتمال جسر السلطان محمد الفاتح (جسر البوسفور الثاني) في عام 1988 (والذي تخطاه جسر مينامي بيسان-سيتو في عام 1989). يُعتبر جسر البوسفور حاليًا ضمن الجسور المعلقة ذات البحور الطويلة في العالم، إذ يحتل المرتبة رقم 33.
بعد سيطرة مجموعة من الجنود على الجسر وإغلاقه جزئيًا أثناء محاولة الانقلاب العسكري في 15 يوليو عام 2016، أعلن رئيس الوزراء بن علي يلدريم في 25 يوليو عام 2016 عن قرار مجلس الوزراء التركي بتغيير اسم الجسر رسميًا إلى (جسر شهداء 15 يوليو) إحياءً لذكرى القتلى أثناء مقاومتهم ضد محاولة الانقلاب.

## السوابق والمقترحات
تعود فكرة بناء جسر يعبر مضيق البوسفور إلى العصور القديمة. بسبب داريوس العظيم إمبراطور الدولة الأخمينية (عام 522 قبل الميلاد - عام 485 قبل الميلاد)، صمم ماندروسليس أوف ساموس جسرًا عائمًا عبر مضيق البوسفور، كما سجل الكاتب اليوناني هيرودوت في حكاياته التاريخية، لربط آسيا بأوروبا، مما مكن داريوس من ملاحقة السكيثيين الهاربين بالإضافة إلى تمركز جيشه في البلقان للتغلب على مقدونيا. اقترح ليوناردو دافنشي بناء جسر له شكل قوس مكافئ على السلطان بايزيد الثاني في عام 1502 أو 1503. اقترحت شركة سكك حديد البوسفور أول مشروع حديث لجسر دائم عبر مضيق البوسفور على السلطان عبد الحميد الثاني إمبراطور الدولة العثمانية في عام 1900، والذي تضمن خط سكة حديد يصل بين القارات.

## بناؤه
اتخذ رئيس الوزراء عدنان مندريس قرار بناء جسر عبر مضيق البوسفور في عام 1957. وُقع عقد مع شركة فريمان فوكس وشركائها البريطانية في عام  1968لإتمام أعمال الهندسة الإنشائية. صمم المهندسون المدنيون البريطانيون غيلبرت روبرتس ووليام براون ومايكل بارسونز الجسر، وهم المصممون أيضًا لجسر همبر وجسر سيفرن وجسر الطريق الرابع. بدأت عمليات الإنشاء في فبراير عام 1970 وحضر الاحتفالات كل من الرئيس جودا صوناي ورئيس الوزراء سليمان ديميريل. تولت شركة إنكا للإنشاءات والصناعة وشركائها التركية بناء الجسر. إلى جانب المقاولين الشريكين شركة كليفلاند للجسور والهندسة (إنجلترا) وهوتشيف إيه جي (ألمانيا). عمل 35 مهندسًا و400 رجل في المشروع.
اكتمل بناء الجسر في 30 أكتوبر عام 1973، بعد يوم واحد من الذكرى الخمسين لتأسيس الجمهورية التركية، وافتتحه الرئيس فخري كوروتورك ورئيس الوزراء نعيم تالو. بلغت تكلفة الجسر 200 مليون دولار (1.13 مليار دولار وفقًا لسعر الدولار في عام 2018).
صُنع الكثير عند افتتاح الجسر باعتباره أول جسر يربط بين أوروبا وآسيا منذ جسر زركسيس العائم في عام 480 قبل الميلاد. ومع ذلك، امتد هذا الجسر عبر مضيق هيلاسبوت (مضيق الدردنيل)، على مسافة قريبة من مضيق البوسفور، ويُعتبر ثاني جسر بناه الإمبراطور داريوس الأول العظيم عبر مضيق البوسفور في عام 513 قبل الميلاد، بعد الجسر المذكور أعلاه.

## تشغيله
يبلغ عرض الطريق السريع للجسر ثمانِ حارات مرورية. تخدم ثلاث حارات مرورية أساسية كل اتجاه وحارة مرورية للطوارئ وحارة مرورية للمشاة. في أوقات الصباح على مدار أيام الأسبوع، يتدفق معظم المسافرين على حركة المرور المتجهة غربًا إلى أوروبا، لذلك تتجه أربع من الحارات المرورية الستة غربًا واثنتان فقط شرقًا. في المقابل، وفي أوقات المساء على مدار أيام الأسبوع، تُخصص أربع حارات مرورية لحركة المرور المتجهة شرقًا وحارتان لحركة المرور المتجهة غربًا.
تمكن المشاة من السير فوق الجسر، خلال السنوات الثلاثة الأولى، من خلال الوصول إليه عن طريق المصاعد الموجودة داخل الأبراج على كلا الجانبين. لا يُسمح للمشاة أو المركبات التجارية، مثل: الشاحنات، باستخدام الجسر في الوقت الحاضر.
تمر حوالي 180,000 مركبة يوميًا في كلا الاتجاهين، بنسبة تبلغ تقريبًا 85% من السيارات. مرّت مليار مركبة على الجسر في 29 ديسمبر عام 1997. يهبط الجسر لمسافة 90 سم (35 بوصة) عند منتصف البحر، عند تعرضه للتحميل الكامل.

## تاريخه

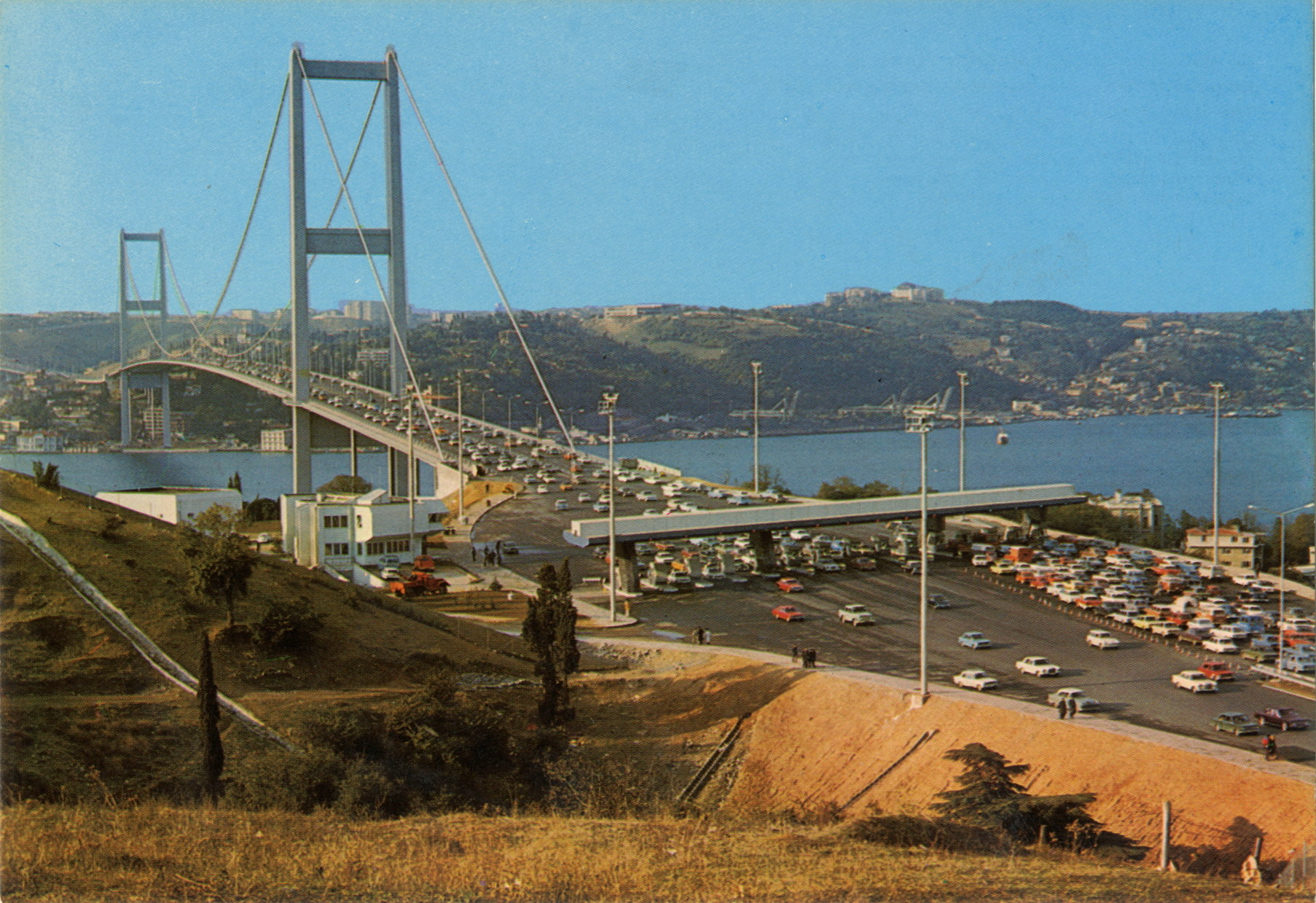
زحمة المرور في جسر البوسفور

يعبر مارثون إسطنبول الأوروبي الآسيوي العابر للقارات الجسر في طريقه من آسيا إلى أوروبا، في شهر أكتوبر من كل عام. يُغلق الجسر أمام حركة مرور المركبات، أثناء الماراثون.
يُشارك الزوار في «الركض المرح» ويعبرون الجسر سيرًا على الأقدام، كل أكتوبر. يتنزه الكثير من الزوار للاستمتاع بالمناظر.
وُضعت صورة الجسر على ظهر الأوراق النقدية التركية التي تبلغ قيمتها 1000 ليرة في الفترة 1978 - 1986.
في 15 مايو عام 2005 في الساعة 07:00 بالتوقيت المحلي، لعبت نجمة التنس الأمريكية فينوس ويليامز عرضًا لمباراة مع اللاعبة التركية إيبك شونوغلو على الجسر، وكانت أول مباراة تنس تُلعب بين قارتين. روج الحدث إلى بطولة كأس إسطنبول لعام 2005 القادمة تحت رعاية الجمعية النسائية للتنس، واستمرت المباراة لخمس دقائق. قامت كلتا اللاعبتين بإلقاء كرة التنس في مضيق البوسفور، بعد انتهاء العرض.
في 17 يوليو 2005، الساعة 10:30 بالتوقيت المحلي، قاد سائق فورميلا وان البريطاني ديفيد كولتارد سيارة سباق ريد بول الخاصة به عبر الجسر من الجانب الأوروبي إلى الجانب الآسيوي، ثم عائدًا مرة أخرى إلى الجانب الأوروبي حيث مكان العرض، بعد الدوران بسرعة عالية في ساحة الرسوم المرورية. أوقف سيارته في حديقة قصر دولمبهس حيث بدأ سباقه. رصد نظام المراقبة الأوتوماتيكي كولتارد أثناء عبوره الجسر بسيارته فورمولا 1، وفُرضت عليه غرامة قدرها 20 يورو بسبب مروره عبر أكشاك الرسوم المرورية دون دفع أي رسوم. وافق فريقه على الدفع له.
في 5 نوفمبر 2013، أُحضر لاعب الغولف رقم 1 عالميًا تايغر وودز، إلى الجسر بواسطة هليكوبتر عبر الخطوط الجوية التركية في زيارة لبطولة الغولف لعام 2013، والتي أقيمت في الفترة ما بين 7 و10 نوفمبر، وقام بزوج من عروض الضربات على الجسر، ضاربًا الكرات من الجانب الآسيوي إلى الجانب الأوروبي على جانب واحد من الجسر، والذي كان مغلقًا أمام حركة المرور لمدة ساعة تقريبًا.
اعترضت فرقة من القوات المسلحة التركية الجسر في 15 يوليو عام 2016 خلال محاولة انقلاب. كما قبضوا على المدنيين وضباط الشرطة. دهست بعض الدبابات المركبات. استسلم الجنود المتورطون للشرطة والمدنيين في اليوم التالي. أعلن رئيس الوزراء بن علي يلدريم في 25 يوليو عام 2016 عن تغيير اسم الجسر إلى (جسر شهداء 15 يوليو).

## روابط خارجية
- جسور تركيا والإرث العثماني مقالة